# Avia (calçados)
A Avia é uma empresa norte-americana especializada em calçados e vestimentas esportivas.  É conhecida principalmente pelos seus tênis de corridas e calçados de uso casual. 

## Histórico
A fundação da Avia ocorreu em 1979 na cidade de Beaverton, no estado norte-americano do Oregon, pelo empreendedor Jerry Stubblefield.  Stubblefield teria escolhido a palavra "avia" (derivada do latim "avis", que significa "pássaro"  ) durante um voo em um avião, decidindo usá-la como marca para um calçado esportivo, com o objetivo de se referir à leveza e agilidade com que se deslocam as aeronaves.
Em 1987, a Avia  foi adquirida pela Reebok em negociação envolvendo o valor de 180 milhões de dólares, a qual a revendeu para outro grupo no final da década de 1990.

## Produtos

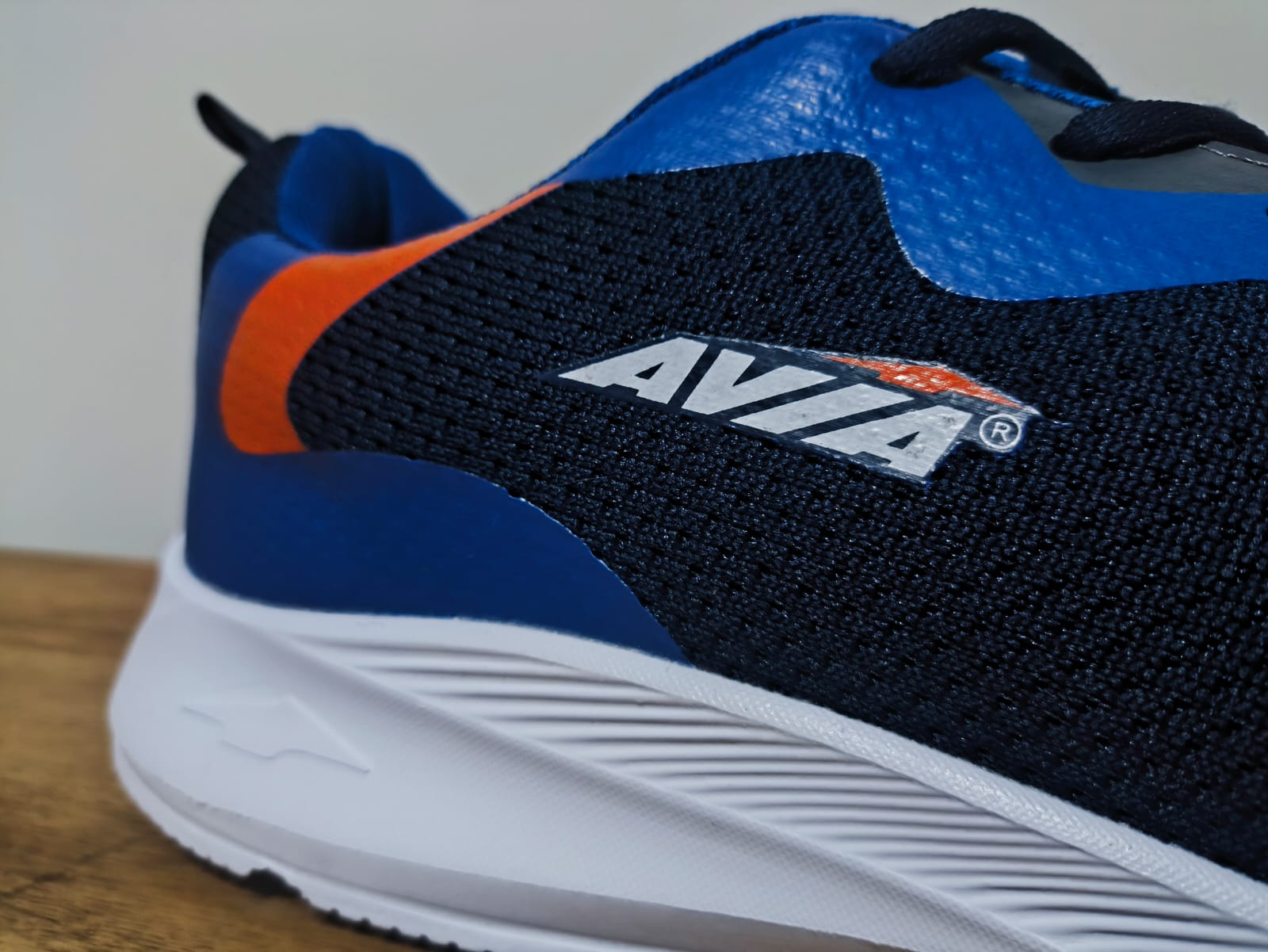
Modelo de tênis para caminhadas e treinos de corridas leves da Avia

A Avia fez seu nome no início da década de 1980 por sua linha de calçados masculinos voltados à práticas esportivas diversificadas, bem como calçados femininos para caminhada e aeróbica. No final da década de 1980 e início da década de 1990, a Avia tinha uma grande linha de calçados de basquetebol. Dentre proeminentes atletas que usavam a marca estavam Scottie Pippen, John Stockton, John Salley,  Clyde Drexler e Robert Parish.  
Atualmente, a marca também conta com uma linha de produtos retrô, os quais fazem alusão aos seus modelos que fizeram sucesso nos anos 80.